# Nil Ruiz
Nil Ruiz Pascual (Barcelona, España, 21 de febrero de 2003) es un futbolista español que juega como portero en el Valencia Mestalla

## Trayectoria
Comenzó su carrera como portero en el San Ildefons y luego en la cantera de la Damm antes de convertirse en blaugrana. En su última temporada en la categoría sub-19 con el Damm, el portero catalán fue el mejor de la División d'Honor, ganando el premio Zamora tras encadenar 953 minutos de juego sin encajar un gol.

## Estilo de juego
Con su 1,90 m de altura, sigue teniendo grandes reflejos y es excelente con el balón alto, además de tener mucha habilidad con el balón en los pies para ayudar al equipo a construir desde atrás.

## Estadísticas

### Clubes
Actualizado al último partido disputado el 23 de octubre de 2022.
| F. C. Barcelona Atlètic · España      | 1.ª F         | 2022-23       | 4 | 9 | ― | ― | ― | ― | 4 | 9 |
| F. C. Barcelona Atlètic · España      | Total club    | Total club    | 4 | 9 | 0 | 0 | 0 | 0 | 4 | 9 |
| Total carrera                         | Total carrera | Total carrera | 4 | 9 | 0 | 0 | 0 | 0 | 4 | 9 |
| (1) Hace referencia a goles encajados |               |               |   |   |   |   |   |   |   |   |